# Лимонь, Николай Фёдорович
Николай Фёдорович Лимонь (1918—1979) — младший сержант Рабоче-крестьянской Красной Армии, участник Великой Отечественной войны, Герой Советского Союза (1943).

## Биография
Николай Лимонь родился 15 февраля 1918 года в селе Рымаровка (ныне — Гадячский район Полтавской области Украины). После окончания семи классов неполной средней школы работал столяром на Донецком коксохимическом заводе. В 1938 году Лимонь был призван на службу в Рабоче-крестьянскую Красную Армию. С июля 1943 года — на фронтах Великой Отечественной войны. В боях три раза был ранен. К сентябрю 1943 года младший сержант Николай Лимонь командовал пулемётным отделением 895-го стрелкового полка 193-й стрелковой дивизии 65-й армии Центрального фронта. Отличился во время битвы за Днепр.
В сентябре 1943 года, пользуясь темнотой, Лимонь с двумя бойцами скрытно переправился через Днепр в районе посёлка Лоев Лоевского района Гомельской области Белорусской ССР. На западном берегу группа забросала гранатами противника в траншее, а затем, заняв позицию, вела огонь по противнику из пулемёта. Скрытно подобравшись к немецкому блиндажу, Лимонь перерезал телефонные провода и забросал блиндаж гранатами. Противник предпринял против группы Лимоня три контратаки, но все они были отражены, что способствовало успешной переправе через Днепр основных сил. В дальнейших боях Лимонь уничтожил немецкий танк, но и сам получил тяжёлое ранение. Всего в тех боях он уничтожил более 150 солдат и офицеров противника.
Указом Президиума Верховного Совета СССР от 30 октября 1943 года за «мужество и героизм, проявленные при форсировании Днепра и удержании плацдарма на его правом берегу» младший сержант Николай Лимонь был удостоен высокого звания Героя Советского Союза с вручением ордена Ленина и медали «Золотая Звезда» за номером 1635.
После окончания войны Лимонь был демобилизован. Проживал в Гадяче, работал столяром. Умер 17 августа 1979 года.
Был также награждён рядом медалей.